# Matthew Ryan (aviron)
Pour les articles homonymes, voir Matthew Ryan et Ryan.
Matthew Ryan, né le 23 juin 1984 à Sydney, est un rameur d'aviron australien. 

## Carrière
Matthew Ryan participe aux Jeux olympiques de 2008 à Pékin. Il remporte la médaille d'argent en quatre sans barreur, avec James Marburg, Cameron McKenzie-McHarg et Francis Hegerty.